# Maibock
Maibock, Bock majowy, Koźlak majowy – mocne piwo sezonowe typu bock. Popularne w okresie wiosennym w Niemczech.
Piwo produkowane tradycyjnie od późnej jesieni. Leżakujące przez całą zimę. Serwowane z początkiem wiosny na przełomie kwietnia i maja.